# El Flash de dos mundos
"El Flash de dos mundos" ("Flash of Two Worlds!") es una historia considerada un hito en la historia de los cómics, publicada por The Flash N.º 123 (septiembre de 1961). La historia presenta a Tierra-Dos y, más generalmente, el concepto del Multiverso dentro de DC Comics, un elemento que la compañía ha utilizado en mayor o menor grado con el paso de los años incluyendo la maxiserie Countdown que comenzó a publicarse en mayo de 2007. "El Flash de dos mundos" fue escrita por Gardner Fox bajo la guía editorial de Julius Schwartz (cuya posterior autobiografía fue titulada El hombre de dos mundos), e ilustrada por Carmine Infantino.

## Resumen del argumento
Durante un evento de caridad organizado por Iris West, Flash (Barry Allen) realiza una presentación donde utiliza su supervelocidad para efectuar trucos de magia. Mientras hace un truco subiendo por una soga, Flash comienza a vibrar las moléculas de su cuerpo para volverse invisible cuando desaparece del escenario. De golpe, se encuentra a sí mismo en las afueras de una ciudad extraña, la cual descubre que es Keystone City, el hogar del Flash de la Edad de Oro (Jay Garrick). Keystone City se encuentra ubicada en Tierra-Dos (aunque no se emplea este nombre en la presente historia), una Tierra perteneciente a un universo paralelo. En el mundo de Barry Allen, el Flash de la Edad de Oro era considerado un personaje ficticio de los cómics. Barry busca a Jay en la guía de teléfonos y se presenta ante el otro velocista. En esta Tierra, Jay está retirado desde hace años y se casó con su antigua novia, Joan Williams.
Mientras tanto, tres de los archienemigos de Jay, el Violinista, el Pensador y Penumbra, han unido fuerzas para hacer que su némesis abandone su retiro. Ambos Flashes se separan y Barry se ocupa del Pensador mientras Jay hace lo propio con Penumbra; sin embargo, ninguno de los dos consigue derrotar a su objetivo. Luego, los criminales se reúnen y se dan cuenta de que hay dos Flashes, por lo que se apresuran a advertir al Violinista acerca de la noticia. Pero el Violinista ha logrado detener a los Flashes con sus poderes musicales y les ordena cometer robos en su reemplazo. Justo cuando el trío está a punto de huir con su botín, los dos Flashes los capturan y explican que habían colocado joyas en sus oídos para bloquear el control mental bajo el que estaban y que habían fingido para engañar a los villanos. Barry regresa a su mundo luego de que Jay anuncia que saldrá de su retiro.

## Consecuencias de la historia
El éxito de "El Flash de dos mundos" animó a DC a revivir a muchos de sus personajes de la Edad de Oro. Eventualmente, los crossovers entre ambas Tierras se convertirían en un acontecimiento anual en las páginas de Justice League of America a partir del número 21, "Crisis en Tierra-Uno" (agosto de 1963), hasta culminar con la maxiserie de 12 números Crisis on Infinite Earths (1985-1986).
La portada misma se ha transformado en una imagen icónica y ha sido referenciada en las portadas de Flash (vol. 1) N.º 147 (septiembre de 1964), Dark Horse Presents N.º 67 (noviembre de 1992), Flash (vol. 2) N.º 123 (marzo de 1997) e Impulse N.º 70 (marzo de 2001), entre otras.
En 2004, un ejemplar de The Flash N.º 123 se vendió en una subasta por US$ 23.000.
En la serie televisiva "The big bang theory" (S03E02), el personaje de Sheldon Cooper pierde una copia de "The Flash" Nro. 123 en una apuesta con Howard Wolowitz, acerca de la naturaleza de un grillo.